# Sri Lanka na Mistrzostwach Świata w Lekkoatletyce 2009
Sri Lanka na Mistrzostwach Świata w Lekkoatletyce 2009 – reprezentacja Sri Lanki podczas czempionatu w Berlinie liczyła 2 zawodników. 

## Występy reprezentantów Sri Lanki

### Mężczyźni
- Bieg na 100 m
  - Shehan Abeypitiyage z czasem 10:53 zajął 52. miejsce w eliminacjach i nie awansował do kolejnej rundy

### Kobiety
- Bieg na 200 m
  - Chandrika Rasnayake z czasem 53,68 zajęła 28. miejsce w eliminacjach i nie awansowała do kolejnej rundy